# Japan Academy Prize du film de l'année
Le Japan Academy Prize du film de l'année (日本アカデミー賞作品賞) est une récompense de cinéma décernée tous les ans dans le cadre des Japan Academy Prizes et qui récompense le meilleur film japonais de l'année.

## Palmarès

### Années 1970
- 1978 : Les Mouchoirs jaunes du bonheur (幸福の黄色いハンカチ, Shiawase no kiiroi hankachi) de Yōji Yamada
  - Chikuzan, le baladin aveugle (竹山ひとり旅, Chikuzan hitori tabi) de Kaneto Shindō
  - Mont Hakkoda (八甲田山, Hakkodasan) de Shirō Moritani
  - Orin la proscrite (はなれ瞽女おりん, Hanare goze Orin) de Masahiro Shinoda
  - La Porte de la jeunesse : L'Indépendance (青春の門 自立篇, Seishun no mon: Jiritsu hen) de Kirio Urayama
- 1979 : L'Incident (事件, Jiken) de Yoshitarō Nomura
  - L'Empire de la passion (愛の亡霊, Ai no bōrei) de Nagisa Ōshima
  - L'Été du démon (鬼畜, Kichiku) de Yoshitarō Nomura
  - Le Samouraï et le Shogun (柳生一族の陰謀, Yagyū ichizoku no inbō) de Kinji Fukasaku
  - Un joueur de base-ball nommé Third (サード, Third) de Yōichi Higashi

### Années 1980
- 1980 : La vengeance est à moi (復讐するは我にあり, Fukushū suru wa ware ni ari) de Shōhei Imamura
  - Le Col Nomugi (あゝ野麦峠, Ā, Nomugi tōge) de Satsuo Yamamoto
  - Au revoir la vie facile (もう頬づえはつかない, Mō hōzue wa tsukanai?) de Yōichi Higashi
  - Shōdō satsujin: Musuko yo (衝動殺人 息子よ) de Keisuke Kinoshita
  - L'Homme qui a volé le soleil (太陽を盗んだ男, Taiyō o nusunda otoko) de Kazuhiko Hasegawa
- 1981 : Mélodie tzigane (ツィゴイネルワイゼン, Zigeunerweisen) de Seijun Suzuki
  - 203 kōchi (二百三高地) de Toshio Masuda
  - Chichi yo haha yo! (父よ母よ!) de Keisuke Kinoshita
  - Dōran (動乱) de Shirō Moritani
  - L'Écho de la montagne (遙かなる山の呼び声, Haruka naru yama no yobigoe) de Yōji Yamada
- 1982 : Eki, la gare (駅, Eki) de Yasuo Furuhata
  - Orage lointain (遠雷, Enrai) de Kichitarō Negishi
  - La Rivière de boue (泥の河, Doro no kawa) de Kōhei Oguri
  - L'Affaire Shimoyama (日本の熱い日々 謀殺・下山事件, Nihon no atsui hibi bōsatsu: Shimoyama jiken) de Kei Kumai
  - Pourquoi pas ? (ええじゃないか, Eijanaika) de Shōhei Imamura
- 1983 : La Marche de Kamata (蒲田行進曲, Kamata kōshinkyoku) de Kinji Fukasaku
  - Giwaku (疑惑) de Yoshitarō Nomura
  - Dans l'ombre du loup (鬼龍院花子の生涯, Kiryūin Hanako no shōgai) de Hideo Gosha
  - The Go Masters (未完の対局, Mikan no taikyoku) de Duan Ji-shun, Jun'ya Satō et Liu Shu'an
  - Yūkai hōdō (誘拐報道) de Shun'ya Itō
- 1984 : La Ballade de Narayama (楢山節考, Narayama bushikō) de Shōhei Imamura 
  - Antarctica (南極物語, Nankyoku monogatari) de Koreyoshi Kurahara
  - Furyo (戦場のメリークリスマス, Senjō no Merry Christmas) de Nagisa Ōshima
  - Jeu de famille (家族ゲーム, Kazoku gēmu) de Yoshimitsu Morita
  - Les Quatre Sœurs Makioka (細雪, Sasameyuki) de Kon Ichikawa
- 1985 : Osōshiki (お葬式) de Jūzō Itami
  - Journal d'errance d'un joueur de mah-jong (麻雀放浪記, Mahjong hōrōki) de Makoto Wada
  - Ohan (おはん) de Kon Ichikawa
  - Les Enfants de Mac Arthur (瀬戸内少年野球団, Setōchi shōnen yakyū-dan) de Masahiro Shinoda
  - Tengoku no eki (天国の駅) de Masanobu Deme
- 1986 : Sombre Crépuscule (花いちもんめ, Hana ichimonme) de Shun'ya Itō
  - La Harpe de Birmanie (ビルマの竪琴, Biruma no tategoto) de Kon Ichikawa
  - Lettre d'amour (恋文, Koibumi) de Tatsumi Kumashiro
  - Sorekara (それから) de Yoshimitsu Morita
  - W no higeki (Wの悲劇) de Shin'ichirō Sawai
- 1987 : L'Homme des passions (火宅の人, Kataku no hito) de Kinji Fukasaku
  - Prise finale (キネマの天地, Kinema no tenchi) de Yōji Yamada
  - Promesse (人間の約束, Ningen no yakusoku) de Yoshishige Yoshida
  - Jours de joie et de tristesse (新・喜びも悲しみも幾歳月, Shin yorokobimo kanashimimo ikutoshitsuki) de Keisuke Kinoshita
  - Uemura Naomi monogatari (植村直己物語) de Jun'ya Satō
- 1988 : L'Inspectrice des impôts (マルサの女, Marusa no onna) de Jūzō Itami
  - Hachiko (ハチ公物語, Hachikō monogatari) de Seijirō Kōyama
  - La Princesse de la Lune (竹取物語, Taketori monogatari) de Kon Ichikawa
  - Yogisha (夜汽車) de Kōsaku Yamashita
  - Tokyo Bordello (吉原炎上, Yoshiwara enjō) de Hideo Gosha
- 1989 : Sur la route de la soie (敦煌, Tonkō) de Jun'ya Satō
  - Espoir et Douleur (ダウンタウンヒーローズ, Dauntaun Hiirōzu) de Yōji Yamada
  - Hana no ran (華の乱) de Kinji Fukasaku
  - Les Désincarnés (異人たちとの夏, Ijin-tachi to no natsu) de Nobuhiko Ōbayashi
  - Yūshun (優駿) de Shigemichi Sugita

### Années 1990
- 1990 : Pluie noire (黒い雨, Kuroi ame) de Shōhei Imamura
  - Les Copains d'abord (あ・うん, A un) de Yasuo Furuhata
  - La Mort d'un maître de thé (千利休 本覺坊遺文, Sen no Rikyū: Honkakubō ibun) de Kei Kumai
  - Rikyu (利休, Rikyū) de Hiroshi Teshigahara
  - Shasō (社葬) de Toshio Masuda
- 1991 : Shōnen jidai (少年時代) de Masahiro Shinoda
  - L'Aiguillon de la mort (死の棘, Shi no toge) de Kōhei Oguri
  - Rêves (夢, Yume) d'Akira Kurosawa
  - Sakura no sono (櫻の園) de Shun Nakahara
  - Shiroi te (白い手) de Seijirō Kōyama
- 1992 : Musuko (息子) de Yōji Yamada
  - A Scene at the Sea (あの夏、いちばん静かな海。, Ano natsu, ichiban shizukana umi) de Takeshi Kitano
  - Le Grand Enlèvement (大誘拐, Dai yūkai) de Kihachi Okamoto
  - L'Incapable (無能の人, Munō no hito) de Naoto Takenaka
  - Rhapsodie en août (八月の狂詩曲, Hachi-gatsu no kyōshikyoku) d'Akira Kurosawa
- 1993 : Shiko funjatta (シコふんじゃった。) de Masayuki Suo
  - Minbo ou l'art subtil de l'extorsion (ミンボーの女, Minbō no onna)  de Jūzō Itami
  - Seishun dendekedekedeke (青春デンデケデケデケ) de Nobuhiko Ōbayashi
  - Tōki rakujitsu (遠き落日) de Seijirō Kōyama
  - Un jour étincelant (いつかギラギラする日, Itsuka giragirasuruhi) de Kinji Fukasaku
- 1994 : L'École (学校, Gakkō) de Yōji Yamada
  - Bokura wa minna ikiteiru (僕らはみんな生きている) de Yōjirō Takita
  - Niji no hashi (虹の橋) de Zenzō Matsuyama
  - De quel côté est la lune ? (月はどっちに出ている, Tsuki wa dotchi ni dete iru) de Yōichi Sai
  - Waga ai no uta: Taki Rentarō monogatari (わが愛の譜 滝廉太郎物語) de Shin'ichirō Sawai
- 1995 : Histoire de fantômes à Yotsuya (忠臣蔵外伝 四谷怪談, Chūshingura gaiden: Yotsuya kaidan) de Kinji Fukasaku
  - 119 de Naoto Takenaka
  - Ghost Pub (居酒屋ゆうれい, Izakaya yūrei) de Takayoshi Watanabe
  - Last Song (ラストソング) de Shigemichi Sugita
  - Les 47 Rōnin (四十七人の刺客, Shijūshichinin no shikaku) de Kon Ichikawa
- 1996 : Le Testament du soir (午後の遺言状, Gogo no yuigon-jo) de Kaneto Shindō
  - Kike wadatsumi no koe Last Friends (きけ、わだつみの声) de Masanobu Deme
  - Kura (藏) de Yasuo Furuhata
  - Love Letter de Shunji Iwai
  - Sharaku (写楽) de Masahiro Shinoda
- 1997 : Shall We Dance? (Shall we ダンス?) de Masayuki Suo
  - Gakko II (学校II) de Yōji Yamada
  - Swallowtail Butterfly (スワロウテイル, Swallowtail) de Shunji Iwai
  - La Femme du supermarché (スーパーの女, Sūpā no onna) de Jūzō Itami
  - Waga kokoro no ginga tetsudō: Miyazawa Kenji monogatari (わが心の銀河鉄道 宮沢賢治物語) de Kazuki Ōmori
- 1998 : Princesse Mononoké (もののけ姫, Mononoke hime) de Hayao Miyazaki
  - L'Anguille (うなぎ, Unagi) de Shōhei Imamura
  - Welcome Back, Mr. McDonald (ラヂオの時間, Rajio no jikan) de Kōki Mitani
  - Tōkyō biyori (東京日和) de Naoto Takenaka
  - Yūkai (誘拐) de Takao Okawara
- 1999 : Ai o kō hito (愛を乞うひと) de Hideyuki Hirayama
  - Dr. Akagi (カンゾー先生, Kanzō-sensei) de Shōhei Imamura
  - Gakko III (学校ＩＩＩ) de Yōji Yamada
  - Hana-bi (はなび) de Takeshi Kitano
  - Bayside Shakedown: The Movie (踊る大捜査線 THE MOVIE, Odoru daisosasen: The Movie) de Katsuyuki Motohiro

### Années 2000
- 2000 : Poppoya (鉄道員) de Yasuo Furuhata
  - Kin'yū fushoku rettō: Jubaku (金融腐蝕列島 呪縛) de Masato Harada
  - L'Été de Kikujiro (菊次郎の夏, Kikujirō no natsu) de Takeshi Kitano
  - Owls' Castle (梟の城, Fukuro no shiro) de Masahiro Shinoda
  - Tabou (御法度, Gohatto) de Nagisa Ōshima
- 2001 : Après la pluie (雨あがる, Ame agaru) de Takashi Koizumi
  - 15-Sai: Gakko IV (十五才 学校ＩＶ) de Yōji Yamada
  - Battle Royale (バトル・ロワイアル) de Kinji Fukasaku
  - Whiteout (ホワイトアウト) de Setsurō Wakamatsu
  - Le Visage (顔, Kao) de Junji Sakamoto
- 2002 : Le Voyage de Chihiro (千と千尋の神隠し, Sen to Chihiro no kamikakushi) de Hayao Miyazaki
  - Go d'Isao Yukisada
  - Le Chemin des lucioles (ホタル, Hotaru) de Yasuo Furuhata
  - Sennen no koi: Hikaru Genji monogatari (千年の恋 ひかる源氏物語) de Tonkō Horikawa
  - Waterboys (ウォーターボーイズ) de Shinobu Yaguchi
- 2003 : Le Samouraï du crépuscule (たそがれ清兵衛, Tasogare seibei) de Yōji Yamada
  - Letters from the Mountains (阿弥陀堂だより, Amidadō Dayori) de Takashi Koizumi
  - Face à son festin (突入せよ！「あさま山荘」事件, Totsunyūseyo! 'Asama Sansō' jiken) de Masato Harada
  - Hi wa mata noboru (陽はまた昇る) de Kiyoshi Sasabe
  - Ping Pong (ピンポン) de Fumihiko Sori
- 2004 : When the Last Sword Is Drawn (壬生義士伝, Mibu gishi den) de Yōjirō Takita
  - Une famille dans la tourmente (阿修羅のごとく, Ashura no gotoku) de Yoshimitsu Morita
  - Bayside Shakedown 2 (踊る大捜査線 THE MOVIE 2 レインボーブリッジを封鎖せよ!, Odoru daisosasen: The Movie 2 - Rainbow Bridge wo fūsa seyo!) de Katsuyuki Motohiro
  - Spy Sorge (スパイ・ゾルゲ) de Masahiro Shinoda
  - Zatōichi (座頭市) de Takeshi Kitano
- 2005 : Han'ochi (半落ち) de Kiyoshi Sasabe
  - Blood and Bones (血と骨, Chi to hone) de Yōichi Sai
  - La Servante et le Samouraï (隠し剣 鬼の爪, Kakushi ken: Oni no tsume) de Yōji Yamada
  - Sekai no chūshin de, ai o sakebu (世界の中心で、愛をさけぶ) d'Isao Yukisada
  - Swing Girls (スウィングガールズ) de Shinobu Yaguchi
- 2006 : Always : Crépuscule sur la troisième rue (ALWAYS 三丁目の夕日, Always san-chōme no yūhi) de Takashi Yamazaki
  - Aegis (亡国のイージス, Bōkoku no iijisu) de Junji Sakamoto
  - Kita no zeronen (北の零年) d'Isao Yukisada
  - Le Samouraï que j'aimais (蝉しぐれ, Semishigure) de Mitsuo Kurotsuchi
  - Pacchigi! (パッチギ!) de Kazuyuki Izutsu
- 2007 : Hula Girls (フラガール) de Lee Sang-il
  - Memories of Tomorrow (明日の記憶, Ashita no kioku) de Yukihiko Tsutsumi
  - Amour et Honneur (武士の一分, Bushi no ichibun) de Yōji Yamada
  - Les Hommes du Yamato (男達の大和, Otoko-tachi no Yamato) de Jun'ya Satō
  - The Uchōten Hotel (THE 有頂天ホテル) de Kōki Mitani
- 2008 : Tōkyō tawā: Okan to boku to, tokidoki, oton (東京タワー 〜オカンとボクと、時々、オトン〜) de Jōji Matsuoka
  - Always zoku san-chōme no yūhi (ALWAYS 続・三丁目の夕日) de Takashi Yamazaki
  - Bizan (眉山) d'Isshin Inudō
  - Kisaragi (キサラギ) de Yūichi Satō
  - Soredemo boku wa yattenai (それでもボクはやってない) de Masayuki Suo
- 2009 : Departures (おくりびと, Okuribito) de Yōjirō Takita
  - Climber's High (クライマーズ・ハイ) de Masato Harada
  - Kabei, notre mère (母べえ, Kābē) de Yōji Yamada
  - Suspect X (容疑者Xの献身, Yōgisha X no kenshin) de Hiroshi Nishitani
  - The Magic Hour (ザ・マジックアワー) de Kōki Mitani

### Années 2010
- 2010 : Shizumanu taiyō (沈まぬ太陽) de Setsurō Wakamatsu
  - Cher docteur (ディア・ドクター, Dia dokutā) de Miwa Nishikawa
  - Tsurugidake: Ten no ki (劔岳　点の記) de Daisaku Kimura
  - La Femme de Villon (ヴィヨンの妻, Viyon no tsuma) de Kichitarō Negishi
  - Zero no shōten (ゼロの焦点) d'Isshin Inudō
- 2011 : Confessions (告白, Kokuhaku) de Tetsuya Nakashima
  - 13 Assassins (十三人の刺客, Jūsannin no shikaku) de Takashi Miike
  - Akunin (悪人) de Lee Sang-il
  - Kokō no mesu (孤高のメス) d'Izuru Narushima
  - Otōto (おとうと) de Yōji Yamada
- 2012 : Yōkame no semi (八日目の蝉) d'Izuru Narushima
  - Ōshikamura sōdōki (大鹿村騒動記) de Junji Sakamoto
  - Saigo no Chūshingura (最後の忠臣蔵) de Shigemichi Sugita
  - A Ghost of a Chance (ステキな金縛り, Suteki na kanashibari) de Kōki Mitani
  - Tantei wa bar ni iru (探偵はBARにいる) de Hajime Hashimoto (ja)
- 2013 : The Kirishima Thing (桐島、部活やめるってよ, Kirishima, bukatsu yamerutteyo) de Daihachi Yoshida
  - Anata e (あなたへ) de Yasuo Furuhata
  - Kita no kanaria-tachi (北のカナリアたち) de Junji Sakamoto
  - Nobō no shiro (のぼうの城) de Shinji Higuchi et Isshin Inudō
  - Chronique de ma mère (わが母の記, Waga haha no ki) de Masato Harada
- 2014 : Fune o amu (舟を編む) de Yūya Ishii
  - The Devil's Path (凶悪, Kyōaku) de Kazuya Shiraishi
  - Rikyū ni tazuneyo (利休にたずねよ) de Mitsutoshi Tanaka
  - Shōnen H (少年H) de Yasuo Furuhata
  - Tel père, tel fils (そして父になる, Soshite chichi ni naru) de Hirokazu Kore-eda
  - Tokyo kazoku (東京家族, Tōkyō kazoku) de Yōji Yamada
- 2015 : Kamikaze, le dernier assaut (永遠の0, Eien no zero) de Takashi Yamazaki
  - Cap Nostalgie (ふしぎな岬の物語, Fushigi na misaki no monogatari) d'Izuru Narushima
  - A Samurai Chronicle (蜩ノ記) de Takashi Koizumi
  - Pale Moon (紙の月, Kami no tsuki) de Daihachi Yoshida
  - La Maison au toit rouge (小さいおうち, Chiisai o-uchi) de Yōji Yamada
- 2016 : Notre petite sœur (海街diary, Umimachi Diary) de Hirokazu Kore-eda
  - 125 Years Memory (海難1890, Kainan 1890) de Mitsutoshi Tanaka
  - Nagasaki : Mémoires de mon fils (母と暮せば, Haha to kuraseba) de Yōji Yamada
  - Hyakuen no koi (百円の恋) de Masaharu Take
  - Le Jour le plus long du Japon (日本のいちばん長い日, Nippon no ichiban nagai hi) de Masato Harada
- 2017 : Godzilla Resurgence (シン・ゴジラ, Shin Gojira) de Hideaki Anno et Shinji Higuchi
  - Rage (怒り, Ikrari) de Lee Sang-il
  - Kazoku wa tsuraiyo (家族はつらいよ) de Yōji Yamada
  - Rokuyon: Zenpen (64 ロクヨン　前編) de Takahisa Zeze
  - Yu o wakasuhodo no atsui ai (湯を沸かすほどの熱い愛) de Ryōta Nakano
- 2018 : The Third Murder (三度目の殺人, Sandome no satsujin) de Hirokazu Kore-eda
  - Hana ikusa (花戦さ) de Tetsuo Shinohara
  - Je veux manger ton pancréas (君の膵臓をたべたい, Kimi no suizō o tabetai) de Shō Tsukikawa
  - Namiya zakkaten no kiseki (ナミヤ雑貨店の奇蹟) de Ryūichi Hiroki
  - Sekigahara (関ヶ原) de Masato Harada
- 2019 : Une affaire de famille (万引き家族, Manbiki kazoku) de Hirokazu Kore-eda
  - Kita no sakuramori (北の桜守) de Yōjirō Takita
  - The Blood of Wolves (孤狼の血, Korō no chi) de Kazuya Shiraishi
  - Ne coupez pas ! (カメラを止めるな！, Kamera o tomeru na!) de Shin'ichirō Ueda
  - Soratobu taiya (空飛ぶタイヤ) de Katsuhide Motoki

### Années 2020
- 2020 : Shinbun kisha (新聞記者) de Michihito Fujii (ja)
  - Family of Strangers (閉鎖病棟 -それぞれの朝-, Heisa byōtō: Sorezore no asa) de Hideyuki Hirayama et Park Gyu-taek
  - Kingdom (キングダム) de Shinsuke Satō
  - Mitsubachi to enrai (蜜蜂と遠雷) de Kei Ishikawa
  - Tonde Saitama (翔んで埼玉) de Hideki Takeuchi
- 2021 : Midnight Swan (ミッドナイトスワン) de Eiji Uchida (ja)
  - Fukushima 50 (フクシマ フィフティ) de Setsurō Wakamatsu
  - La Famille Asada (浅田家!, Asada-ke!) de Ryōta Nakano
  - C'est dur d'être un homme : Tora-san pour toujours (男はつらいよ お帰り 寅さん, Otoko wa tsurai yo: Okaeri Tora-san?) de Yōji Yamada
  - Tsumi no koe (罪の声) de Nobuhiro Doi
- 2022 : Drive My Car (ドライブ・マイ・カー) de Ryūsuke Hamaguchi
  - Kinema no kamisama (キネマの神様) de Yōji Yamada
  - Korō no chi: Level 2 (孤狼の血 LEVEL2) de Kazuya Shiraishi
  - Mamorarenakatta mono tachi e (護られなかった者たちへ) de Takahisa Zeze
  - Subarashiki sekai (すばらしき世界) de Miwa Nishikawa
- 2023 : A Man (ある男, Aru otoko) de Kei Ishikawa
  - Haken Anime! (ハケンアニメ！) de Kohei Yoshin
  - Shin Ultraman (シン・ウルトラマン) de Shinji Higuchi
  - The Wandering Moon (流浪の月, Rurō no tsuki) de Lee Sang-il
  - Tsuki no michikake (月の満ち欠け) de Ryūichi Hiroki
- 2024 : Godzilla Minus One (ゴジラ-1.0, Gojira -1.0) de Takashi Yamazaki
  - Fukudamura jiken (福田村事件) de Tatsuya Mori
  - Konnichiha, kāsan (こんにちは、母さん) de Yōji Yamada
  - L'Innocence (怪物, Kaibutsu) de Hirokazu Kore-eda
  - Perfect Days de Wim Wenders